# ГТЕС Охаакі

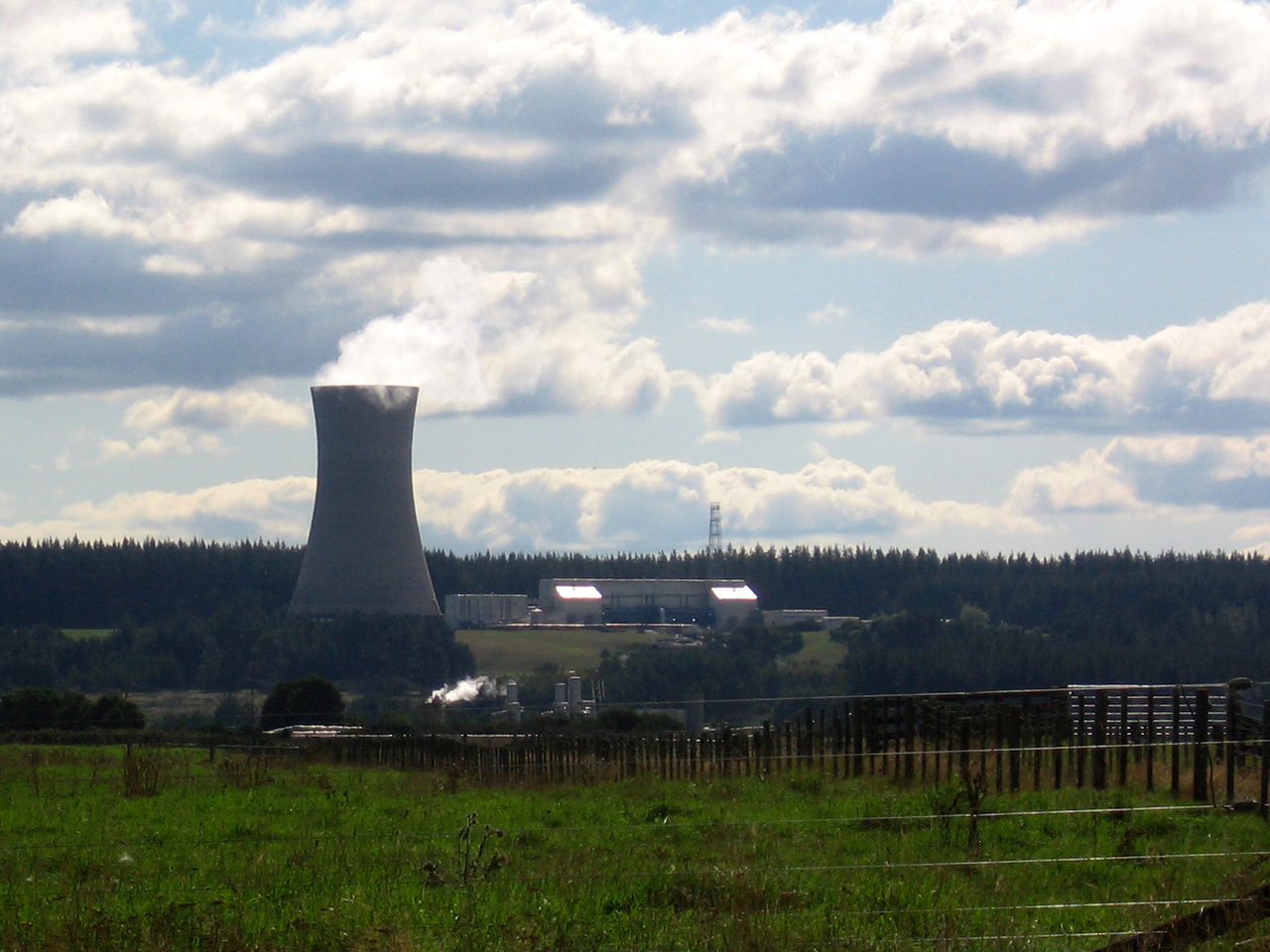
Градірня ГТЕС Охаакі

ГТЕС Охаакі – геотермальна електростанція на Північному острові Нової Зеландії.
Електростанція, яку ввели в дію у 1989 році, отримала чотири парові турбіни – дві високого тиску виробництва British Thomson-Houston потужністю по 11,2 МВт та дві середнього тиску від Mitsubishi потужністю по 46,9 МВт (максимальна потужність – 49,9 МВт). Турбіни високого тиску перемістили з ГТЕС Ваїракеї, де вже відбувалась деградація геотермального резервуару, що не давало забезпечити їх живлення. 
Первісна чиста потужність ГТЕС Охаакі була визначена як 108 МВт (повна – 114 МВт), що давало можливість щорічно виробляти 750 млн кВт-год електроенергії. В подальшому через деградацію резервуару одну з турбін високого тиску вивели з експлуатації, а інші в кілька етапів переномінували, так що після 2017-го потужність станції становила вже лише 53 МВт.
Станом на 2010 рік ГТЕС отримувала живлення через 23 свердловини глибиною від 1000 до 2500 метрів (середня глибина – 1200 метрів), а ще 6 свердловин використовувались для зворотнього закачування води та конденсату. Температура в підземному резервуарі дорівнює 280 градусів Цельсія. 
Щоб запобігти забрудненню річки Ваїкато, для охолодження оборотної води використали закриту систему з великою градирнею висотою 105 метрів.
Видача продукції відбувається по ЛЕП, що працює під напругою 220 кВ.